# Ankhesenamon

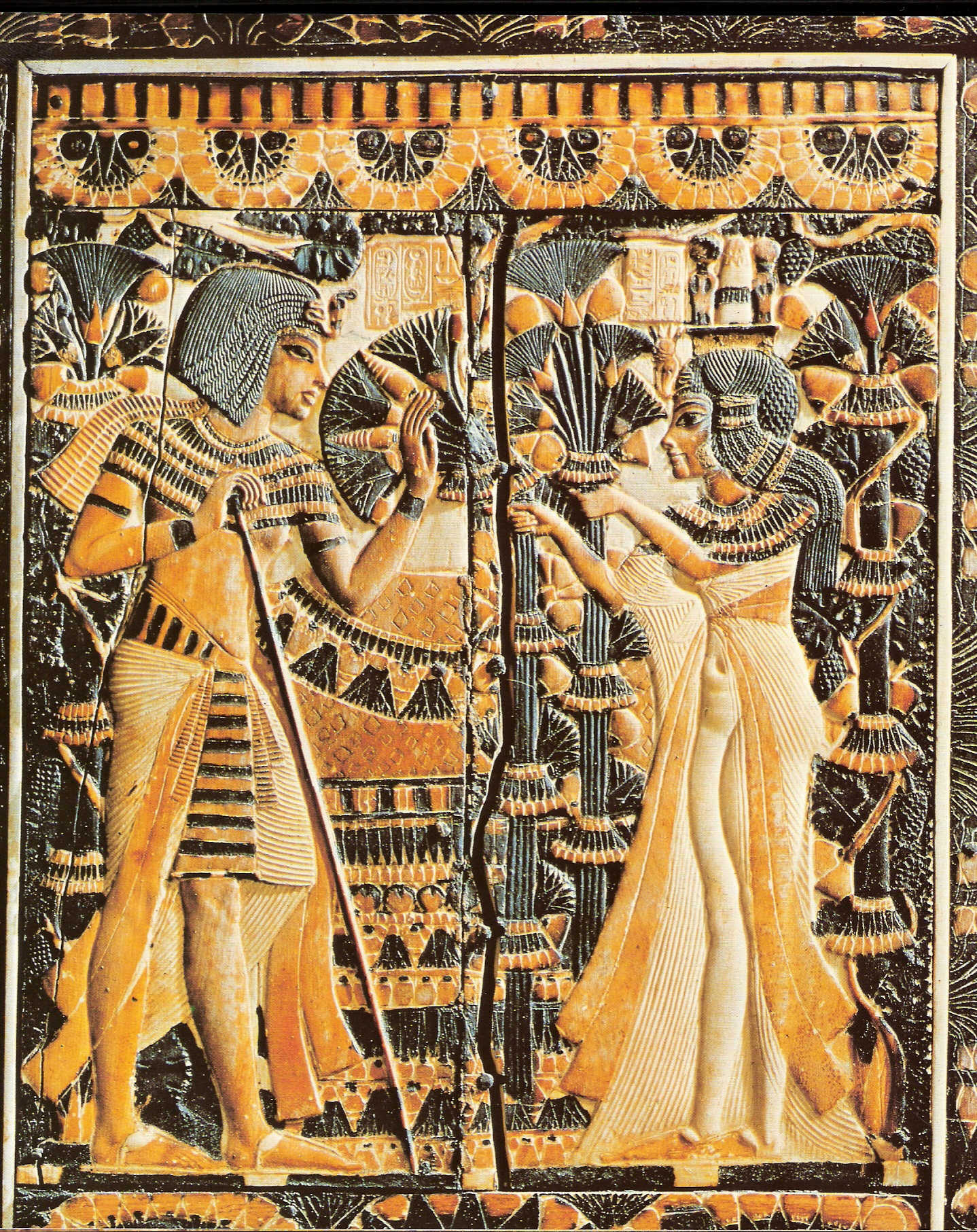
Tutankhamon får blommor av Ankhesenamon.

Ankhesenamon, stavas ibland Ankhesenamun eller Ankhesenamen (Namnet betyder: "Hon lever genom Amon" eller "Att leva genom Amon"), var en egyptisk prinsessa och drottning (stor kunglig hustru). Hon var den andra av sex döttrar till farao Akhenaten och drottning Nefertiti. Hon var först gift med sin far farao Akhenaton, andra gången med farao Tutankhamon, och slutligen med farao Ay. 

## Biografi
Ankhesenamon under en tid när hennes far genomförde en religiös revolution och ärade solguden Aton framför alla andra gudar.  Hennes födelsenamn var Ankhesenpaaton, vilket betyder "Hon lever genom Aton" eller "Att leva genom Aton".  Hon hade minst fem systrar: Meritaten, Meketaten, Nefernefruaten ta-Sherit, Nefernefrure och Setepenre.  

### Första äktenskapet
Ankhesenamon gifte sig för första gången med sin egen far.  Inom den faraoniska kungafamiljen var incest tillåtet vid denna tid.  I en grav har bilder återfunnits som skildrar hur Ankhesenamons näst äldsta syster dör under en förlossning.  De barn som föddes fick heta samma sak som deras mödrar plus tillägget  "ta-sherit", vilket översätts som "den yngre", och barn med detta tilläggsnamn sågs som övningsbarn.  Farao Akhenaton gifte sig först med sin äldsta dotter Meritaten, som han sedan gifte bort med Smenkhkare.  Därefter gift han sig med sin tredje dotter Ankhesenamon.

### Tutankhamons drottning
Både Akhenaton och Meritaten dog strax efter bröllopen.  Ankhesenamon gifte sig sedan med farao Tutankhamon, som förmodligen också var hennes halvbror.  Riket styrdes då av premiärminister Ay, som möjligen var Ankhesenamons morfar.

### Senare liv
Tutankhamon dog plötsligt 19 år gammal.  
Ankhesenamon ska vid denna tid ha sänt ett brev, Dakhamunzu-brevet, till den hettitiske kungen Suppiluliumas, där hon förklarade att hon inte ville gifta sig med någon av sina undersåtar utan föredrog att han sände en av sina söner till henne för att gifta sig med henne och bli farao.  Kungen skickade till slut sin yngste son att gifta sig med henne, men han blev mördad när han kom in i landet.  Ankhesenamon gifte sig därefter med premiärminister Ay, som blev farao. 
Ankhesenamon omtalas inte efter detta. Inga tecken i Ays grav antyder att hon var hans drottning.